# Тип 74 (САУ)
105-мм гаубица Тип 74 (яп. 74式自走105mmりゅう弾砲 не-недзю йон скидзи хаси хяку го мириметуру дзякуру хихо) — японская самоходная гаубица.

## История
Разработана в конце 1960-х — начале 1970-х годов. Первые прототипы начали проходить испытания в 1969—1970 годах, на вооружение были приняты в 1974 году. 
В 1999 году дивизион гаубиц, дислоцировавшийся на Хоккайдо, был распущен. Согласно данным 2001 года, поступившим в Комитет ООН по разоружению, на вооружении Японии находилось 20 самоходных гаубиц этого типа.
По данным 2008 года, 17 машин находились на хранении в расположении 2-го артиллерийского полка в городе Асахикава (Хоккайдо).

## Описание
Разработана на основе узлов и агрегатов бронетранспортёра Тип 73. Башня кругового вращения, полностью закрытая. Шасси производилось компанией «Комацу».
105-мм гаубица производства компании «Japan Steel Works» имеет дальность стрельбы 14 км и скорострельность шесть выстрелов в минуту. В качестве боеприпасов могли использоваться осколочно-фугасные, кумулятивные, бронебойные и дымовые снаряды.
На крыше башни устанавливается пулемёт: изначально САУ комплектовались открыто установленным 7,62-мм зенитным пулемётом "тип 74", в дальнейшем - 12,7-мм пулемётом Sumitomo M2HB с бронещитом.
Для 105-мм гаубицы специально установлены контейнеры с 30 снарядами.
Бронемашина может преодолевать водные преграды при помощи установки специальных экранов.
Оснащена фильтро-вентиляционной установкой РХБ защиты.

## На вооружении
- Япония - в 1974 году официально принята на вооружение вооружённых сил Японии[1].